# Candamir
Candamir (Untertitel „Die ersten Siedler“) ist ein Brettspiel für zwei bis vier Personen von Klaus Teuber. Es erschien 2004 auf Deutsch bei Kosmos und 2005 auf Englisch als Candamir: The First Settlers bei Mayfair Games. 2005 belegte es den zweiten Platz beim Schweizer Spielepreis in der Kategorie Strategiespiele.
Candamir ist zwar in der Catan-Welt angesiedelt, es handelt sich jedoch um eine neue Spielidee. Dabei wird besonderes Augenmerk auf die erste Siedlung Catans gelegt, in deren Umfeld die Bewohner auf Wanderungen diverse Rohstoffe und Naturalien finden. Mit diesen können dann im Dorf benötigte Waren hergestellt werden, für deren Produktion der Spieler (unter anderem) mit Siegpunkten belohnt wird.
Candamir kombiniert Brett- und Rollenspiel: Jeder Spieler hat einen Charakter, dessen Eigenschaften er im Verlaufe des Spieles verbessert. Mit einem speziellen Editor können die Spieler eigene Charaktere kreieren und diesen anhand eines Punktesystems andere Eigenschaften und Fähigkeiten als den Standardcharakteren verleihen.
Das Spiel baut auf dem Roman Die Siedler von Catan von Rebecca Gablé auf. Einzelne Charaktere und Begebenheiten des Romans tauchen auf Abenteuerkarten auf und die Hauptcharaktere gewähren den Spielern Siegpunkte für hergestellte Gegenstände oder gefundene Tiere.
An Candamir wurde die geringe Interaktion zwischen den Spielern kritisiert. Deshalb macht manchen das Spiel zu zweit mehr Spaß als mit drei oder vier Spielern, da der einzelne Spieler dann nicht so lange warten muss, bis er selbst wieder an der Reihe ist. 2005 kam daher eine neue Ausgabe heraus, in der die Zielkärtchen für drei und vier Spieler einen weiteren Rohstoff einbringen, um so das Spiel etwas zu beschleunigen. Für Besitzer der alten Ausgabe kann man die neueren Rückseiten der Zielkärtchen auch herunterladen.
Ebenfalls 2005 erschien als Folgespiel Elasund, welches aber wiederum ein eigenständiges Spiel ist.